# Laberint d'Egipte
El laberint fou una construcció complexa feta pels egipcis a Birkat Qarun, prop de Cocodrilòpolis. El monument es deia en egipci Lapirohunt, que vol dir 'temple a l'entrada del llac', que els grecs van traduir per Labyrinthos, i en temps dels Ptolomeus es va conèixer com a laberint d'Arsinoe, perquè la ciutat havia canviat el nom, i popularment també es va dir la casa de Caron (el nom de l'estany a la vora del qual era).
Fou construït durant la dinastia XI pel faraó Amenemhet III i estava destinat a integrar un conjunt amb dependències administratives, palau reial, temple i tomba del rei. Heròdot el descriu i parla de la seva grandesa i cost, i diu que el formaven 12 palaus coberts amb sis portes al nord i sis al sud, tot encerclat per un mur exterior; les cambres n'eren dobles, algunes de subterrànies, amb 3.500 cambres per planta; Heròdot descriu el seu pas pels palaus: es passava d'un pati a una sala, d'aquesta a unes galeries, d'allí a altres espais coberts, a sales i a patis; tots els sostres eren de la mateixa pedra que els murs, i tant al sostre com als murs hi havia milers d'escultures; cada palau tenia un peristil interior de pedra blanca; en cada angle, una piràmide sobre les quals hi havia esculpides estàtues dels déus.
Estrabó, més tard, descriu una piràmide de 110 metres d'alçària destinada a tomba reial, i al davant una sèrie de palaus en dues files agrupats de dos en dos, precedits d'un peristil que s'obria amb un pati rodejat d'un pòrtic; Estrabó diu que cada gran sacerdot de cada nomós tenia el seu palau, i que rendien culte al faraó. Una part del conjunt era a l'obscuritat i algunes portes, quan s'obrien o tancaven, produïen sorolls. A les cambres inferiors, eren enterrats els reis i alts personatges, i els cocodrils sagrats, i no podien ser visitades.
Amb el romans, es va fer servir de pedrera i les columnes de granit rosa del laberint, les lloses i la pedra calcària se'n van retirar i foren utilitzats en altres llocs.